# New Haven Open at Yale 2012 - Qualificazioni singolare
Le qualificazioni del singolare  del New Haven Open at Yale 2012 sono state un torneo di tennis preliminare per accedere alla fase finale della manifestazione. I vincitori dell'ultimo turno sono entrati di diritto nel tabellone principale. In caso di ritiro di uno o più giocatori aventi diritto a questi sono subentrati i lucky loser, ossia i giocatori che hanno perso nell'ultimo turno ma che avevano una classifica più alta rispetto agli altri partecipanti che avevano comunque perso nel turno finale.

## Giocatrici

### Teste di serie
1. Tímea Babos (qualificata)
2. Lucie Hradecká (ritirata in quanto ancora in gioco al Cincinnati Open)
3. Mathilde Johansson (primo turno)
4. Lourdes Domínguez Lino (primo turno)

1. Ol'ga Govorcova (qualificata)
2. Camila Giorgi (primo turno)
3. Garbiñe Muguruza (ultimo turno, ritirata)
4. Kateryna Bondarenko (primo turno)

### Qualificate
1. Tímea Babos
2. Ol'ga Govorcova

1. Alexa Glatch
2. Nicole Gibbs

## Tabellone qualificazioni

### 1ª sezione
|  | Primo turno        | Primo turno          | Primo turno          | Primo turno | Primo turno |  |  | Secondo turno | Secondo turno        | Secondo turno        | Secondo turno  | Secondo turno |   |   | Ultimo turno | Ultimo turno | Ultimo turno | Ultimo turno | Ultimo turno |  |
|  |                    |                      |                      |             |             |  |  |               |                      |                      |                |               |   |   |              |              |              |              |              |  |
|  | 1                  | Tímea Babos          | 5                    | 6           | 6           |  |  |               |                      |                      |                |               |   |   |              |              |              |              |              |  |
|  |                    | Alla Kudrjavceva     | 7                    | 3           | 4           |  |  | 1             | Tímea Babos          | Tímea Babos          | 6              | 6             |   |   |              |              |              |              |              |  |
|  | Teliana Pereira    | Teliana Pereira      | 2                    | 7           | 4           |  |  |               | Akgul Amanmuradova   | Akgul Amanmuradova   | 3              | 4             |   |   |              |              |              |              |              |  |
|  | Akgul Amanmuradova | Akgul Amanmuradova   | 6                    | 6           | 6           |  |  |               |                      |                      |                |               |   |   | 1            | Tímea Babos  | 2            | 6            | 6            |  |
|  | WC                 | Lauren Embree        | Lauren Embree        | 2           | 4           |  |  |               |                      | WC                   | Sachia Vickery | 6             | 4 | 4 |              |              |              |              |              |  |
|  | WC                 | Sachia Vickery       | Sachia Vickery       | 6           | 6           |  |  | WC            | Sachia Vickery       | Sachia Vickery       | 6              | 0             |   |   |              |              |              |              |              |  |
|  |                    | Anastasija Rodionova | Anastasija Rodionova | 7           | 6           |  |  |               | Anastasija Rodionova | Anastasija Rodionova | 3              | 0r            |   |   |              |              |              |              |              |  |
|  | 8                  | Kateryna Bondarenko  | Kateryna Bondarenko  | 64          | 2           |  |  |               |                      |                      |                |               |   |   |              |              |              |              |              |  |

### 2ª sezione
|  | Primo turno             | Primo turno             | Primo turno             | Primo turno | Primo turno |  |  | Secondo turno    | Secondo turno    | Secondo turno   | Secondo turno   | Secondo turno |   |   | Ultimo turno | Ultimo turno  | Ultimo turno | Ultimo turno | Ultimo turno |  |
|  |                         |                         |                         |             |             |  |  |                  |                  |                 |                 |               |   |   |              |               |              |              |              |  |
|  | Alt                     | Vladimíra Uhlířová      | Vladimíra Uhlířová      | 4           | 1           |  |  |                  |                  |                 |                 |               |   |   |              |               |              |              |              |  |
|  |                         | Catalina Castaño        | Catalina Castaño        | 6           | 6           |  |  | Catalina Castaño | Catalina Castaño | 6               | 0               | 3             |   |   |              |               |              |              |              |  |
|  | Vera Duševina           | Vera Duševina           | Vera Duševina           | 7           | 7           |  |  | Vera Duševina    | Vera Duševina    | 4               | 6               | 6             |   |   |              |               |              |              |              |  |
|  | Kimiko Date-Krumm       | Kimiko Date-Krumm       | Kimiko Date-Krumm       | 5           | 5           |  |  |                  |                  |                 |                 |               |   |   |              | Vera Duševina | 7            | 2            | 5            |  |
|  | Ol'ga Savčuk            | Ol'ga Savčuk            | Ol'ga Savčuk            | 7           | 7           |  |  |                  |                  | 5               | Ol'ga Govorcova | 5             | 6 | 7 |              |               |              |              |              |  |
|  | Estrella Cabeza Candela | Estrella Cabeza Candela | Estrella Cabeza Candela | 65          | 5           |  |  |                  | Ol'ga Savčuk     | Ol'ga Savčuk    | 0               | 3             |   |   |              |               |              |              |              |  |
|  |                         | Gréta Arn               | Gréta Arn               | 2           | 0           |  |  | 5                | Ol'ga Govorcova  | Ol'ga Govorcova | 6               | 6             |   |   |              |               |              |              |              |  |
|  | 5                       | Ol'ga Govorcova         | Ol'ga Govorcova         | 6           | 6           |  |  |                  |                  |                 |                 |               |   |   |              |               |              |              |              |  |

### 3ª sezione
|  | Primo turno   | Primo turno           | Primo turno           | Primo turno   | Primo turno |  |  | Secondo turno | Secondo turno         | Secondo turno | Secondo turno | Secondo turno |   |   | Ultimo turno  | Ultimo turno  | Ultimo turno  | Ultimo turno | Ultimo turno |  |
|  |               |                       |                       |               |             |  |  |               |                       |               |               |               |   |   |               |               |               |              |              |  |
|  | 3             | Mathilde Johansson    | Mathilde Johansson    | 2             | 4           |  |  |               |                       |               |               |               |   |   |               |               |               |              |              |  |
|  | WC            | Sílvia Soler Espinosa | Sílvia Soler Espinosa | 6             | 6           |  |  | WC            | Sílvia Soler Espinosa | 6             | 4             | 3             |   |   |               |               |               |              |              |  |
|  | Eva Birnerová | Eva Birnerová         | Eva Birnerová         | Eva Birnerová | 2r          |  |  |               | Melanie Oudin         | 2             | 6             | 6             |   |   |               |               |               |              |              |  |
|  | Melanie Oudin | Melanie Oudin         | Melanie Oudin         | Melanie Oudin | 3           |  |  |               |                       |               |               |               |   |   | Melanie Oudin | Melanie Oudin | Melanie Oudin | 0            | 2            |  |
|  | Chieh-Yu Hsu  | Chieh-Yu Hsu          | Chieh-Yu Hsu          | 6             | 6           |  |  |               |                       | Alexa Glatch  | Alexa Glatch  | Alexa Glatch  | 6 | 6 |               |               |               |              |              |  |
|  | Lena Litvak   | Lena Litvak           | Lena Litvak           | 3             | 2           |  |  | Chieh-Yu Hsu  | Chieh-Yu Hsu          | Chieh-Yu Hsu  | 1             | 4             |   |   |               |               |               |              |              |  |
|  |               | Alexa Glatch          | Alexa Glatch          | 6             | 7           |  |  | Alexa Glatch  | Alexa Glatch          | Alexa Glatch  | 6             | 6             |   |   |               |               |               |              |              |  |
|  | 6             | Camila Giorgi         | Camila Giorgi         | 2             | 5           |  |  |               |                       |               |               |               |   |   |               |               |               |              |              |  |

### 4ª sezione
|  | Primo turno              | Primo turno              | Primo turno              | Primo turno | Primo turno |  |  | Secondo turno | Secondo turno            | Secondo turno          | Secondo turno    | Secondo turno    |   |    | Ultimo turno | Ultimo turno | Ultimo turno | Ultimo turno | Ultimo turno |  |
|  |                          |                          |                          |             |             |  |  |               |                          |                        |                  |                  |   |    |              |              |              |              |              |  |
|  | 4                        | Lourdes Domínguez Lino   | 3                        | 6           | 6           |  |  |               |                          |                        |                  |                  |   |    |              |              |              |              |              |  |
|  |                          | Nastas'sja Jakimava      | 6                        | 3           | 1           |  |  | 4             | Lourdes Domínguez Lino   | Lourdes Domínguez Lino | 3                | 3                |   |    |              |              |              |              |              |  |
|  |                          | Paula Ormaechea          | Paula Ormaechea          | 2           | 3           |  |  | WC            | Nicole Gibbs             | Nicole Gibbs           | 6                | 6                |   |    |              |              |              |              |              |  |
|  | WC                       | Nicole Gibbs             | Nicole Gibbs             | 6           | 6           |  |  |               |                          |                        |                  |                  |   |    | WC           | Nicole Gibbs | Nicole Gibbs | 6            | 1            |  |
|  | Julia Cohen              | Julia Cohen              | Julia Cohen              | 3           | 4           |  |  |               |                          | 7                      | Garbiñe Muguruza | Garbiñe Muguruza | 2 | 0r |              |              |              |              |              |  |
|  | Lara Arruabarrena Vecino | Lara Arruabarrena Vecino | Lara Arruabarrena Vecino | 6           | 6           |  |  |               | Lara Arruabarrena Vecino | 6                      | 5                | 2                |   |    |              |              |              |              |              |  |
|  | Alt                      | Natalie Grandin          | Natalie Grandin          | 3           | 2           |  |  | 7             | Garbiñe Muguruza         | 2                      | 7                | 6                |   |    |              |              |              |              |              |  |
|  | 7                        | Garbiñe Muguruza         | Garbiñe Muguruza         | 6           | 6           |  |  |               |                          |                        |                  |                  |   |    |              |              |              |              |              |  |